# Swing You Sinners!
Swing You Sinners! es un corto de animación estadounidense de 1930, de la serie Talkartoons. Fue producido por los estudios Fleischer y distribuido por Paramount Pictures. Bimbo interpreta un corto bastante surrealista.

## Argumento
Bimbo intenta robar un pollo, pero este es más listo que aquel y se burla constantemente de su ineficacia rateril. Un agente de policía aparece en escena y persigue a Bimbo, quien se esconde en un cementerio con exceso de actividad sobrenatural nocturna. Allí deberá expiar sus malas acciones en un final con alocada coreografía y excelente música.

## Realización
Swing You Sinners! es la novena entrega de la serie Talkartoons y fue estrenada el 24 de septiembre de 1930.
El título hace referencia a la canción "Sing You Sinners", con letra de Sam Coslow y música de W. Franke Harling, versionada durante todo el corto, 
En la escena del cementerio, aparece el famoso comediante judío Monroe Silver caricaturizado en fantasma.